# Isobelle Molloy
Isobelle Molloy (Chelmsford, 6 oktober 2000) is een Brits actrice. Ze verwierf bekendheid door haar rol als Matilda Wormblood in de West productie van Matilda the Musical. In 2014 maakte ze haar filmdebuut als een jonge Malafide in de film Maleficent.

## Biografie
Molloy werd geboren op 6 oktober 2000 in Chelmsford en werd opgevoed door haar moeder Leanne Cornwell. Ze heeft een oudere broer. Voor 2012 was ze woonachtig in Springfield en ging naar de Tomorrow's Talent theaterschool in Little Waltham. Later verhuisde haar familie naar Maidenhead waar ze naar de Redroofs Theatre School ging.
Molloy begon op driejarige leeftijd met dansen. Op elfjarige leeftijd werd ze gecast als Amanda Thripp in de West End productie van Matilda the Musical die begon in november 2011.
Nadat twee actrices de rol hadden verlaten, nam Molloy de rol van Matilda Wormblood voor haar rekening vanaf 15 april 2012 in het Cambridge Theatre. Volgens Molloy werd ze na twee audities al aangenomen en had ze geen zenuwen om de titelrol op zich te nemen aangezien het podium en haar medespelers al kende. Na haar rol in Matilda the Musical verkreeg Molloy een volledige beurs.
In 2014 maakte Molloy haar filmdebuut als een jonge Malafide in Maleficent, een remake van Doornroosje uit 1959. Molloy verkreeg de rol nadat de castingdirecteur haar had gespot bij Matilda The Musical.

## Filmografie

### Film
| Jaar | Titel      | Rol            |
| ---- | ---------- | -------------- |
| 2014 | Maleficent | Jonge Malefide |
| 2016 | Una        | Holly          |

### Televisie
| Jaar    | Titel            | Rol           | Opmerkingen |
| ------- | ---------------- | ------------- | ----------- |
|         | Comic Relief     | Tilly         |             |
| 2013-14 | EastEnders       | Bella Young   |             |
| 2021    | Whitstable Pearl | Ruby Williams | 6 afl.      |

### Theater
| Jaar | Productie           | Rol              | Periode                       |
| ---- | ------------------- | ---------------- | ----------------------------- |
| 2010 | Oliver!             | Werkster         | 2010 - 2011                   |
| 2011 | Matilda the Musical | Amanda Thripp    | november 2011 - april 2012    |
| 2011 | Matilda the Musical | Matilda Wormwood | 15 april 2012 - augustus 2012 |